# Kehnet Nielsen
Kehnet Nielsen (født 21 november 1947 i København) er en dansk maler og grafiker.
Han blev uddannet 1977-82 på det Kgl. Danske Kunstakademi.